# Michel Andrieux
Michel Andrieux (ur. 28 kwietnia 1967 w Bergerac) – francuski wioślarz. Dwukrotny medalista olimpijski.
Na igrzyskach startował trzy razy (IO 92,IO 96, IO 00), na dwóch olimpiadach sięgając po medale. Pływał w dwójce, jego stałym partnerem był Jean-Christophe Rolland. Na igrzyskach w Barcelonie zajęli czwarte miejsce, cztery lata później byli trzeci, by w Sydney triumfować. Pięciokrotnie stawał na podium mistrzostw świata, w tym dwukrotnie zostawał złotym medalistą: w 1993 w czwórce i w 1997 w dwójce. W 1994 (czwórka) i 1999 (dwójka) sięgał po srebro, a w 1995 (dwójka) po brąz tej imprezy.